# ゆきうさぎ (イラストレーター)
ゆきうさぎ（9月2日生）は、日本のイラストレーター、原画家。血液型はB型。京都府出身。

## 概要
アダルトゲームの原画、官能小説、官能雑誌、成人向け同人誌などといったアダルト系作品のイラストを主に描いている。一般向け作品のイラストも描くことがある。

## 作品リスト

### 小説のイラスト
- 暴れん坊メイドは甘えん坊（斐芝嘉和著・二次元ドリーム文庫）
- もし高校野球の女子マネージャーがドラッカーの『マネジメント』を読んだら（岩崎夏海著・ダイヤモンド社）
- キャラふる♪（葛西伸哉著・ファミ通文庫）
- もし高校野球の女子マネージャーがドラッカーの『イノベーションと企業家精神』を読んだら（岩崎夏海著・ダイヤモンド社）

### ゲーム
- モルダヴァイト（ORBIT、原画）
- MOON CHILde（SIESTA、原画）
- あるぺじお 〜きみいろのメロディ〜（SIESTA、原画）
- ぱすてる（SIESTA、原画）
- あいれぼ 〜IDOL☆REVOLUTION〜（SIESTA、原画）

### 解説本
- キャラクターをつくろう!CG彩色テクニック9（2008年4月1日発売、ビー・エヌ・エヌ新社） ISBN 4-861-00566-3

### 雑誌
- ジャパニズム （創刊号 - 第17号[2]、表紙）
- F1速報PLUS Vol.19 （表紙）

## CSテレビ出演
- デジ絵の文法 ゆきうさぎ〜極上の肌＆メイド服〜（フジテレビ739）

## その他
- クリーンアップひょうごキャンペーン　ポスター・うちわ（（財）ひょうご環境創造協会）